# تجميل الأنف بدون جراحة
تجميل الأنف غير الجراحي هو إجراء طبي تجميلي تُستخدم فيه مواد حشو قابلة للحقن، أشيعها حمض الهيالورونيك مثل الريستيلين والجوفيديرم أو هيدروكسيل أباتيت الكالسيوم (راديسي)، لتغيير أنف المريض وتشكيله دون جراحة. يملأ الإجراء المناطق المنخمصة في الأنف، ويرفع زاوية الذروة أو يخفف من ظهور النتوءات على الجسر. يصنف تجميل الأنف غير الجراحي على أنه إجراء تكبير، لذلك لا يمكن استخدامه لتصغير حجم الأنف. ينطوي الإجراء التجميلي على مخاطر منها التسبب في أذية خطيرة للجلد أو مضاعفات متأخرة مثل العمى. إذا حُقن منتج الحشو في الشريان، قد تنتقل مادة الحشو في الشرايين وتسد الشرايين الأصغر حجمًا مثل الشريان العيني وتسبب العمى. إذا انسدت الأوعية الدموية للجلد، قد يتطور نخر جلدي. يمكن معاكسة مواد الحشو التي يشكل حمض الهيالورونيك أساسها حتى لو حُقنت في وعاء دموي باستخدام إنزيم يسمى الهيالورونيداز، والذي يمكن أيضًا حقنه، حاله حال مادة الحشو.
طُور هذا الإجراء في الأصل في مطلع القرن، واستخدمت المحاولات المبكرة حشوات من الأنسجة الرخوة مثل شمع البارافين والسيليكون. قل اللجوء إلى هذا الإجراء حين بدأت المضاعفات الكارثية المتأخرة بالظهور. تُستخدم حاليًا مواد مالئة أكثر حداثة.

## تاريخ
بدأت عمليات تجميل الأنف غير الجراحية في مطلع القرن التاسع عشر، عندما بدأ جرَّاح الأعصاب في مدينة نيويورك جيمس ليونارد كورنينغ (1855-1923) والطبيب روبرت جيرسوني (1844-1924) في استخدام شمع البارافين لرفع الأنف وشده، وعلى الرغم من فعالية هذه الطريقة ميكانيكيًا، فقد ثبت لاحقًا أن لشمع البارافين أضرار بيولوجية.
حدث تطور هام خلال الستينيات، عندما أدخلت حشوات الأنسجة الرخوة المصنوعة من هلام السيليكون الطبي إلى جراحة تجميل الأنف، ولكن مثل البارافين ثبت أن لها العديد من الأضرار مثل القرحات والأورام الحبيبية، ولتقليل هذه الاختلاطات دعا أورينتريتش في عام 2000 إلى تقنية حقن جرعات صغيرة من السيليكون على مدار جلسات متعددة لتحقيق النتائج المطلوبة.

## نبذة عن الإجراء
نظرًا لكون الأنف السمة الأساسية للوجه، يلعب الأنف المتناسب دورًا من الناحية الجمالية في توازن السمات الفيزيولوجية للشخص. يُجرى التصحيح غير الجراحي للمرضى الذين يعانون من عيب جمالي قابل للعلاج، أو عيب ناتج عن عملية تجميل أنف جراحية (سواء أولية أو ثانوية). على الرغم من أن غاية الإجراء جمالية عادةً، قد يُستخدم أيضًا لتصحيح بعض العيوب الخلقية. نظرًا لأن الإجراء ليس غازيًا، تعد الكدمات والتورم ضئيلين. لا يُقصد من الإجراء تصغير حجم الأنف، على الرغم من أنه قد يجعل الأنف يبدو أصغر من خلال جعله أكثر استقامة. يُستخدم عادةً لزيادة ارتفاع جسر الأنف وتحديده، بالإضافة إلى تكبير مناطق أخرى محددة بدقة في الأنف. لا يُستخدم الإجراء لتصحيح العيوب الوظيفية. يُستخدم تجميل الأنف غير الجراحي من قبل المرضى من جميع الأعراق.
تسمح تقنية حقن الحشوات بما يلي:
- تكبير جسر الأنف المسطح (الظهر المنخمص).
- إضافة بروز في ذروة الأنف.
- تصحيح تراجع العميد.
- تصغير ضئيل لحجم فتحة الأنف.
- تناقص الإدراك الحسي لحدبة الأنف.
- ملء انخماص جدار الأنف الجانبي.
- تعزيز شوكة الأنف الأمامية المتراجعة.
- تعزيز الفك العلوي المتراجع وحشي الفتحة الكمثرية (على شكل كمثرى) لإزاحة المستوى الأمامي.
- رفع تشوه الأنف السرجي الناتج عن جراحة تجميل أنف أولية فاشلة.
- الإصابة الرضية.

كما هو الحال في الإجراءات التجميلية الأخرى، قد تشمل المضاعفات المحتملة للإجراء العدوى أو الورم الدموي أو عدم الراحة أو عدم التناظر التشريحي أو تفاعل الجسم الغريب (يسمى الورم الحبيبي). تعد الأورام الحبيبية نادرة للغاية، وتكثر رؤيتها عند استخدام السيليكون غير النقي وبعض المنتجات غير الحديثة من ميثيل ميثاكريلات (آرتيكول أو آرتيبلاست، ويُستثنى من ذلك الآرتيفيل).

## التقنيات
تُجرى عملية تجميل الأنف غير الجراحي تحت التخدير الموضعي من خلال استخدام كريمات خاصة أو حقن الليدوكائين. يستخدم الطبيب حقنة معقمة معبأة مسبقًا، وتتكون من حشوة وإبرة تحت الجلد لحقن الحشوة تحت جلد الأنف مباشرة فوق سمحاق العظم.
يستغرق إجراء الحقن ووضع حشوتن الأنسجة الرخوة عادةً من 10 إلى 30 دقيقة، ويمكن للمريض استئناف أنشطته الطبيعية بعد العملية على الفور. تظهر النتائج بشكل فوري وتستمر حتى 15-18 شهرًا حسب نوع الحشوة المستخدمة.